# Waterford (Vermont)
Waterford ist eine Town im Caledonia County des Bundesstaates Vermont in den Vereinigten Staaten mit 1268 Einwohnern (laut Volkszählung des Jahres 2020).

## Geografie

### Geografische Lage
Waterford liegt an der Grenze zum US-Bundesstaat New Hampshire am Ufer des Connecticut River. Dieser wird im östlichen Bereich der Town zum Moore Reservoir aufgestaut. Weitere Flüsse durchziehen das Gebiet und münden in den Connecticut River, den Passumpsic River und mehrere kleinere. Sie entwässern die lokalen Ostausläufer des Green Mountains Vermonts, die von Connecticut von den raueren White Mountains New Hampshires getrennt werden. Die höchste Erhebung ist der 621 m hohe Fuller Hill.

### Nachbargemeinden
Alle Entfernungen sind als Luftlinien zwischen den offiziellen Koordinaten der Orte aus der Volkszählung 2010 angegeben.
- Norden: Kirby, 5,1 km
- Nordosten: Concord, 10,6 km
- Südosten: Littleton, NH, 15,5 km
- Süden: Monroe, NH, 5,6 km
- Südwesten: Barnet, 14,8 km
- Westen: Danville, 21,3 km
- Nordwesten: St. Johnsbury, 8,5 km

### Stadtgliederung
Es gibt mehrere Ansiedlungen in Waterford: West Waterford, Waterford Hollow und Upper Waterford. Nach dem Bau des Moore-Damms im Jahr 1957 wurde das Gebiet Upper Waterford vom Wasser des Connecticut Rivers überflutet und das Unincorporated Village Lower Waterford, aufgrund der vielen weiß gestrichenen Häuser auch White Village genannt, zur Hauptsiedlung der Town.

### Klima
Die mittlere Durchschnittstemperatur in Waterford liegt zwischen −9,44 °C (15 °Fahrenheit) im Januar und 20,0 °C (68 °Fahrenheit) im Juli. Damit ist der Ort gegenüber dem langjährigen Mittel der USA um etwa 9 Grad kühler. Die Schneefälle zwischen Mitte Oktober und Mitte Mai liegen mit mehr als zwei Metern etwa doppelt so hoch wie die mittlere Schneehöhe in den USA. Die tägliche Sonnenscheindauer liegt am unteren Rand des Wertespektrums der USA, zwischen September und Mitte Dezember sogar deutlich darunter.

## Geschichte
Der Grant für Waterford wurde am 7. November 1780 ausgerufen und am 8. November 1780 unter dem Namen Littleton an Benjamin Whipple und weitere vergeben. Die Besiedlung der Town begann 1787. Die Town organisierte sich am 6. Mai 1793. Der Name der Town wurde 1797 von Littleton zu Waterford geändert.
Die Namensänderung wurde nötig, da auf der New Hampshire Seite des Connecticut Rivers ebenfalls eine Town namens Littleton gegründet worden war. Da die Siedlungsbereiche in Waterford alle den Namen Waterford führten, wurde der Name in Waterford geändert.
Der im Jahr 1957 errichtete Moore-Damm staut einen Teil des Connecticut Rivers auf, an einer Stelle, an der der Connecticut River zuvor über Wasserfälle mehr als 110 m in die Tiefe stürzte. Hier wurde das größte konventionelle Wasserkraftwerk in Neuengland errichtet.

### Einwohnerentwicklung
| Volkszählungsergebnisse – Town of Waterford | Volkszählungsergebnisse – Town of Waterford | Volkszählungsergebnisse – Town of Waterford | Volkszählungsergebnisse – Town of Waterford | Volkszählungsergebnisse – Town of Waterford | Volkszählungsergebnisse – Town of Waterford | Volkszählungsergebnisse – Town of Waterford | Volkszählungsergebnisse – Town of Waterford | Volkszählungsergebnisse – Town of Waterford | Volkszählungsergebnisse – Town of Waterford | Volkszählungsergebnisse – Town of Waterford |
| Jahr                                        | 1700                                        | 1710                                        | 1720                                        | 1730                                        | 1740                                        | 1750                                        | 1760                                        | 1770                                        | 1780                                        | 1790                                        |
| ------------------------------------------- | ------------------------------------------- | ------------------------------------------- | ------------------------------------------- | ------------------------------------------- | ------------------------------------------- | ------------------------------------------- | ------------------------------------------- | ------------------------------------------- | ------------------------------------------- | ------------------------------------------- |
| Einwohner                                   |                                             |                                             |                                             |                                             |                                             |                                             |                                             |                                             |                                             | 63                                          |
| Jahr                                        | 1800                                        | 1810                                        | 1820                                        | 1830                                        | 1840                                        | 1850                                        | 1860                                        | 1870                                        | 1880                                        | 1890                                        |
| Einwohner                                   | 565                                         | 1289                                        | 1247                                        | 1358                                        | 1388                                        | 1412                                        | 1171                                        | 879                                         | 815                                         | 734                                         |
| Jahr                                        | 1900                                        | 1910                                        | 1920                                        | 1930                                        | 1940                                        | 1950                                        | 1960                                        | 1970                                        | 1980                                        | 1990                                        |
| Einwohner                                   | 705                                         | 629                                         | 574                                         | 712                                         | 498                                         | 468                                         | 460                                         | 586                                         | 882                                         | 1190                                        |
| Jahr                                        | 2000                                        | 2010                                        | 2020                                        | 2030                                        | 2040                                        | 2050                                        | 2060                                        | 2070                                        | 2080                                        | 2090                                        |
| Einwohner                                   | 1104                                        | 1280                                        | 1268                                        |                                             |                                             |                                             |                                             |                                             |                                             |                                             |

## Wirtschaft und Infrastruktur

### Verkehr
Durch Waterford verläuft in nordsüdlicher Richtung von St. Johnsbury nach New Hampshire die Interstate 93. Durch die nordwestliche Ecke der Town verlaufen die Interstate 91 und der U.S. Highway 5 entlang des Passumpsic Rivers.

### Öffentliche Einrichtungen
Es gibt in Waterford kein Krankenhaus. Das nächstgelegene ist das Northeastern Vermont Regional Hospital in St. Johnsbury.

### Bildung
Waterford gehört mit Barnet, Danville, Peacham und Walden zur Caledonia Central Supervisory Union. In Waterford befindet sich die Waterford School. Sie bietet Klassen vom Kindergarten bis zum siebten Schuljahr.
In Waterford befindet sich die Davies Memorial Library, sie wurde im Jahr 1896 gegründet. Zunächst bekannt unter dem Namen Waterford Free Library, wurden die Bücher an unterschiedlichen Orten vorgehalten. Im Jahr 1926 wurde Mrs. J.W. Davies die Bibliothekarin der Bücherei. Unter ihrer Führung zog die Bücherei in den ehemaligen General Store der Town. Nach ihrem Tod im Jahr 1952 beschlossen die Töchter, der Town das Gebäude in ihrem Andenken zu schenken und es für den Bedarf der Bibliothek zu renovieren. Die Town nahm das Geschenk an.

## Persönlichkeiten

### Söhne und Töchter der Stadt
- Jacob Benton (1814–1892), Politiker, Abgeordneter im US-Repräsentantenhaus
- Jonathan Ross (1826–1905), Politiker, Abgeordneter im US-Senat